# 乡村说唱
乡村说唱是一种融合了乡村音乐和嘻哈风格的说唱的音乐流派。 

## 流行
许多农村地区没有完善的网络服务来支持流媒体和数字下载，乡村说唱专辑的实体销量在这些地方逐渐走高。同时这些地方也举办了越来越多的乡村说唱音乐节，艺人们聚集于此为超过7000名粉丝演出。

## 政治
南部艺人常常批评“hick-hop”一词。正如Struggle Jennings所说，“我爱乡村和南部，也会出去钓鱼和打猎，但我才不是乡巴佬。我不是hick-hop歌手。”
由于Upchurch等人发表的右翼言论，乡村说唱艺人常被贴上右翼或保守的标签，但实际上乡村说唱艺人的意识形态各有不同，从自由派到温和派都有他们的身影。